# 自臭症
自臭症（じしゅうしょう）とは、周りから臭いと思われていると思い込む、自己臭症（じこしゅうしょう）または自己臭恐怖症（じこしゅうきょうふしょう）とも呼ばれる人の何気ない行動を自身の臭いから起こるモノと関連付け日常生活を困難にする神経症の一種である。精神医学における診断名ではない。
『精神障害の診断と統計マニュアル』第4版には、診断基準ではないが対人恐怖症の特徴が記され、外見、臭い、表情、しぐさなどが他人を不快にするのではという恐怖であり、社会恐怖と似ているとしている。治療法については、「治療法」を参照。

## 原因
病前性格として、几帳面、潔癖などが挙げられる。周囲の人に口臭や体臭などを指摘されることで、本来であれば取るに足らない行動も自身からの臭いによるものであると思い込んでしまうために発症する。また、完璧、完全志向が強い人ほどこの症状に陥り易い。本来、体臭、口臭は少なからず誰にでもあるものだが、自臭症の人はこれを誇大解釈してしまい、少しの臭いも許せなくなる。
また心の病として、本症状は身体醜形障害やうつ病を併発することもある。つまりは、これらを包括的に強迫性障害の1類型と捉える事ができる。実際の臭いよりもまして心理的要素、苦悩が強いのが本症の特徴である。

## 症状
- 実際には発せられていない自身からの口臭や体臭によって周囲に嫌がられているのではないかという妄想を生じる。
- うつ病を合併することもある。
- 他人の動作（咳、鼻すすり、鼻に手をあてられる等）に過剰反応するのも特徴的である。その点で対人恐怖症とも深いつながりがある。
- 他人の動作に対する恐怖から、生活の質が著しく低下し、重度になると社会生活から逃避行動を起こす。これは醜形恐怖症や強迫神経症と共通するところである。
- 特徴的なのは、人が密集する場所、エレベーター、教室、バス・飛行機・電車等の車内、あるいは人との会話など、臭いをかぎとられる状況に過大な恐怖を抱く。

## 治療法
精神的な面に原因があるため、基本は面接療法となる。自身から発せられる口臭や体臭などが決して他人に迷惑をかけているわけではないことを自覚させることが重要である。自身の実際の臭いと、自身が悩んでいる事の食い違いを修正するのが必要である。その点で認知療法が選択肢のひとつにある。また、敢えて人ごみや会話など恐怖を抱く場所に、身を置き徐々に恐怖を取り除く方法、暴露療法も一定の効果がある。
元々は、根底に完璧思考の人が陥り易い症状であり、強迫神経症気質の人が陥り易い症状でもある。多少の臭いは生物である以上当然であるという、許容の心を持つ事が大切である。その点で、神経症で広く応用されている森田療法も、効能として期待できる。
森田療法に絡み、「流れる心」を持つ事は非常に大切である。多少の欠点を受け流す心が必要。これは、強迫神経症、醜形恐怖症を含む神経症全般に共通する事である。対人恐怖症とも深い関連があるので、臭いに対する精神支援に加え、対人コミュニケーションにおける精神療法、思考改革も効果が期待できる。
また、本人が実際にはくさくなく、他者も決してくさいと感じていないという事実に気づけるよう、治療者がサポートを行うことも大切である。具体的には、本人が家族や看護師などに「私、何かにおわない？」と尋ねることができるようサポートし、「におわない」という回答を次々に得てもらうことが有効である。
同時に治療者が、病院など人がいる場所で本人をくさがる者がいないという事実を繰り返し説明し、本人の気づきをサポートすることもできる。また、本人がいろいろな人たちとの共同生活を行った際、他者は決してくさいと感じていないということに気づき、自信をつけたという事例も報告されている。
なお、自己臭恐怖症の症状の治療と並行して、症状によって生じている困りごとについても、セラピストが丁寧にケアをしていく。クライアントの困りごとに焦点を当て、セラピストとクライアントが協力して認知行動療法等のセラピーを進めていくことも有意義である。

## 診療科
- 精神科
- 心療内科（本来は範疇ではない）

また、口臭の原因を検査するための口臭外来が設置されている病院もある。